# Enric Villaplana i Vargas
Enric Villaplana i Vargas (Dénia, 7 de març de 1914 - Manresa, 16 de maig de 1983) fou un atleta valencià, manresà d'adopció, especialitzat en marxa atlètica.

## Trajectòria
Pel que fa a clubs, sempre va pertànyer al CA Manresa. Fou campió de Catalunya de marxa atlètica de 10 km en pista (1943) i quatre cops dels 30 km en ruta (1942, 1943, 1949, 1950). En els campionats d'Espanya guanyà cinc campionats més, un en 10 km (1943) i quatre en 50 km (1946, 1947, 1948, 1950). Fou plusmarquista espanyol en les proves de 20 km marxa, 30 km marxa en pista (1943) i 50 km en ruta (1948).
L'any 1948 participà en els Jocs Olímpics de Londres de 1948, i malgrat era posseïdor de la millor marca mundial de l'any en els 50 km marxa, només va poder acabar novè.

## Palmarès
Campió de Catalunya
- 10 km marxa: 1943
- 30 km marxa: 1942, 1943, 1949, 1950

Campió d'Espanya
- 10 km marxa: 1943
- 50 km marxa: 1946, 1947, 1948, 1950